# Trinity (wrestler)
Stephanie Finochio, meglio conosciuta come Trinity (New York, 1º dicembre 1971), è un'attrice, stuntwoman ed ex wrestler statunitense di origini italiane, nota per i suoi trascorsi nella Total Nonstop Action Wrestling tra il 2002 e il 2005.
Tra il 2006 e il 2007 ha militato anche nella World Wrestling Entertainment, esibendosi nel roster della ECW.

## Carriera nel wrestling

### Total Nonstop Action (2002–2005)
Nel 2002 Stephanie iniziò a lavorare nella Total Nonstop Action come lottatrice e come valletta. 

Nel 2004 a Victory Road sconfigge Jacqueline e nel 2005 ad Hard Justice sconfigge Chris Sabin e Traci in un mixed tag team match in coppia con Michael Shane.

### Ohio Valley Wrestling (2005–2006)
Firmò un contratto di sviluppo con la WWE, che la fece esordire nella Ohio Valley Wrestling il 9 novembre 2005.

### World Wrestling Entertainment (2006–2007)
Debuttò ad HEAT contro Talia il 2 gennaio 2006 ed il 18 marzo 2006 diventa l'arbitro speciale del match tra Beth Phoenix contro Shelly Martinez. Il 1º aprile 2006 sconfigge Sosay per sottomissione, ma dopo il match viene attaccata da Beth Phenix, che la sconfigge. 

Per un po' Trinity scomparve dalla scena, per poi tornare nella rinata ECW come valletta degli FBI. 

Nell'estate del 2006 e durante uno spettacolo della ECW s'infortunò ad un ginocchio eseguendo un moonsault e mancando le sue avversarie (Kelly Kelly e Francine). 

Il 31 ottobre vinse la prima ECW Diva Halloween Costume Contest sconfiggendo Kelly Kelly ed Ariel ed il costume di Trinity in quell'occasione fu un semplice nastro da cantiere che le copriva poca parte del suo seno.
Stephanie concluse il suo contratto con WWE il 22 giugno 2007.

## Titoli e riconoscimenti
- CyberSpace Wrestling Federation
  - CSWF Women's Championship (1)[3]

## Filmografia

### Stuntwoman
- Homicide (1991)
- Anaconda (1997)
- U Turn (1997)
- USMA West Point (1998)
- A Murder of Crows (1998)
- Last Request (1999)
- The Tic Code (1999)
- Fever (1999)
- Jesus' Son (1999)
- Stringer (1999)
- Keeping The Faith (2000)
- Nora (2000)
- Frequency (2000)
- Big Money Hustlas (2000)
- Pollock (2000)
- Prince of Central Park (2000)
- Brooklyn Babylon (2001)
- Bad Company (2002)
- Stuart Little 2 (2002)
- Swimfan (2002)
- Solos (2003)
- The Beat (2003)
- Daredevil (2003)
- School of Rock (2003)
- Nikki and Nora (2004)
- Eternal Sunshine of the Spotless Mind (2004)
- Spider-Man 2 (2004)
- Taxi (2004)
- Strangers with Candy (2005)
- War of the Worlds (2005)
- World Trade Center (2006)
- The Bourne Ultimatum (2007)
- Awake (2007)
- Indiana Jones and the Kingdom of the Crystal Skull (2008)
- Burn After Reading (2008)
- Duplicity (2009)
- Sex and the City 2 (2010)

### Attrice
- Coalition (2004)
- Before Sundown (2005)
- Knock, Knock (2007)
- Jesse (2011)
- The Night Never Sleeps (2012)